# Solpugassa
Solpugassa es un género de arácnido  del orden Solifugae de la familia Solpugidae.

## Especies
Las especies de este género son:
- Solpugassa clavata Roewer, 1933
- Solpugassa dentatidens (Simon, 1879)
  - Solpugassa dentatidens dentatidens
  - Solpugassa dentatidens lanzai
- Solpugassa furcifera (Kraepelin, 1899)
- Solpugassa rudebecki Lawrence, 1961
- Solpugassa signata (Roewer, 1934)
- Solpugassa usambara Roewer, 1933